# Shine a Light (film)
Shine a Light is een concertfilm uit 2008 over de Britse rockband The Rolling Stones. De documentaire werd geregisseerd door Martin Scorsese.

## Inhoud
In deze muziekdocumentaire komt de gehele carrière van de Rolling Stones aan de orde. De bandleden Mick Jagger en Keith Richards, maar ook andere bekenden, zoals de vroegere president van de Verenigde Staten Bill Clinton, verschijnen in beeld. Dit alles wordt afgewisseld met concertbeelden van de A Bigger Bang Tour van 2005–2007.

## Productie
Achter de camera stonden grote namen onder leiding van Robert Richardson, die een Academy Award won en bekend is van films als JFK en The Aviator. Tot de cameramannen die meewerkten behoorden ook John Toll (Braveheart, The Last Samurai) en Andrew Lesnie (The Lord of the Rings-trilogie).
Scorsese bracht alle Stones samen in het intieme Beacon Theater in New York, waar hij hen op 29 oktober en 1 november 2006 interviewde en filmde. De documentaire werd gemonteerd door David Tedeschi, die eerder Scorseses documentaire No Direction Home: Bob Dylan (2005) monteerde.